# Болата
Бола́та (болг. Болата) — бухта и природный заповедник, расположенный на севере Черноморского побережья Болгарии в Добричской области около одноимённого населённого пункта. 
Болата — это также местность, расположенная в одноимённой бухте, входящая в состав заповедника Калиакра, расположенного на севере болгарского черноморского побережья.
Район представляет собой водно-болотное угодье, имеющее большое значение для обитания нескольких редких видов животных и растений; здесь также расположен песчаный пляж природного происхождения и небольшая река, впадающая в болото площадью 23 га, покрытое огромной массой камыша. В этом районе также много известняковых пород, из которых образуется оксид железа.
Залив является частью охраняемого природного комплекса «Калиакра».

## История

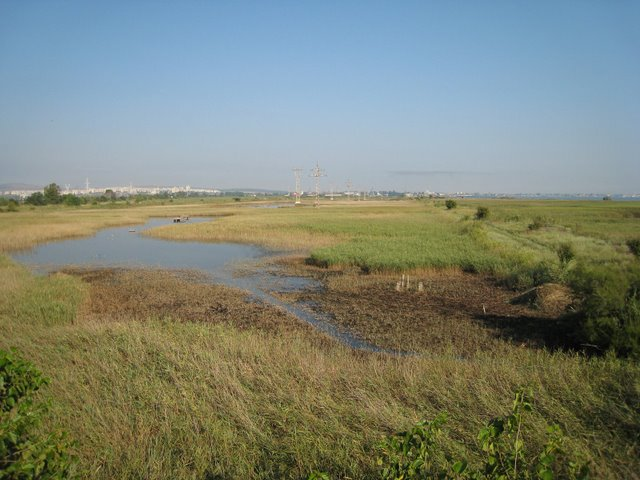
Вид на городские постройки в нескольких километрах от бухты

Остатки, найденные в пещерах неподалёку от бухты свидетельствуют о существовании в этом районе поселений ещё в IV веке до н.э.. В районе Болаты также был найден мальтийский крест, который свидетельствует о внешнеторговых отношениях Второго Болгарского царства с Венецианской и Генуэзской республикой.
Во времена коммунистического правления на правой стороне каньона над бухтой  была построена сверхсекретная база, поэтому об этом месте мало кто знал. Также из-за этого в народе ходили слухи о телефонном кабеле, который начинался отсюда и соединял и через бухту и море соединял лидеров Народной Республики Болгарии и СССР. Полузаброшенные постройки и сторожевую  башню можно сегодня увидеть на плато вокруг Болаты.

## Заповедник
В небе над бухтой Болата проходит так называемая «Виа Понтика», одна из самых главных (с севера на юг) перелётных птиц. Болата — единственный заповедник в Болгарии, включающий на свою территорию морскую зону. Также в этом месте гнездятся многие интересные виды:
- Малая выпь (Ixobrychus minutus),
- Малая поганка (Tachybaptus ruficollis),
- Обыкновенный зимородок (Alcedo atthis)